# Медаль «30 років Радянській Армії та Флоту»
Меда́ль «30 ро́ків Радя́нській А́рмії та Фло́ту» — ювілейна медаль, державна нагорода СРСР. Введена указом Президії Верховної Ради СРСР 22 лютого 1948 року в ознаменування 30-ї річниці від створення Робітничо-Селянської Червоної Армії та флоту. Автор малюнку медалі — художник Москалев.

## Опис
Медаль «30 років Радянській Армії та Флоту» має форму правильного круга діаметром 32 мм, виготовлена з латуні.
На лицьовій стороні медалі розміщене погрудне профільне зображення В. І. Леніна та Й. В. Сталіна, у нижній частині — рельєфний напис «ХХХ».
На оборотній стороні медалі — написи «В ОЗНАМЕНОВАНИЕ ТРИДЦАТОЙ ГОДОВЩИНЫ» (по колу) та «СОВЕТСКОЙ АРМИИ И ФЛОТА», «1918-1948» (в центрі). Усі написи і зображення на медалі — випуклі.
Медаль за допомогою вушка і кільця з'єднується з п'ятикутною колодочкою, обтягнутою шовковою муаровою стрічкою сірого кольору з червоними смужками — широкою (ширина 8 мм) по центру та вузькими (ширина 2 мм) по краях. Ширина стрічки — 24 мм.

## Нагородження медаллю
Ювілейною медаллю «30 років Радянській Армії та Флоту» нагороджувалися усі генерали, адмірали, офіцери, старшини, сержанти, солдати та матроси, які станом на 23 лютого 1948 року знаходилися в особовому складі Збройних сил СРСР, МВС, МДБ.
Медаль носиться на лівій стороні грудей, за наявності у нагородженого інших медалей СРСР розташовується після медалі «XX років Робітничо-Селянській Червоній Армії».
Станом на 1 січня 1995 року ювілейною медаллю «30 років Радянській Армії та Флоту» було проведено приблизно 3 710 920 нагороджень.